# Baza (linearna algebra)
Baza je v matematiki po definiciji vsaka podmnožica B vektorskega prostora V, če lahko vsak vektor v iz V zapišemo v obliki {\displaystyle v=\sum _{b\in B}\beta _{b}b}, kjer so koeficienti {\displaystyle \beta _{b}} enolično določeni skalarji in jih je le končno različno od 0.
Baza vektorskega prostora je sestavljena iz vektorjev, ki imajo dve bistveni lastnosti:
- bazni vektorji so med seboj linearno neodvisni,
- vsak drug vektor iz vektorskega prostora je od baznih vektorjev odvisen - torej se ga da zapisati kot linearno kombinacijo baznih vektorjev (in to na en sam način).

## Vrste baz
Ortogonalna baza je baza, ki je sestavljena iz paroma pravokotnih vektorjev.
Normirana baza je baza, ki je sestavljena iz samih enotskih vektorjev (tj. iz vektorjev, ki so dolgi po eno enoto).
Ortonormirana baza je baza, ki je ortogonalna in normirana - torej je sestavljena iz enotskih vektorjev, ki so med sabo pravokotni.
Standardna ortonormirana baza ravnine (prostora) je ortonormirana baza, sestavljena iz vektorjev, ki se prilegajo kartezičnemu koordinatnemu sistemu v ravnini (prostoru) - prvi bazni vektor ima smer osi x, drugi ima smer osi y (tretji pa smer osi z). 
Standardna ortonormirana baza ravnine je sestavljena iz vektorjev:
{\displaystyle {\vec {\mathbf {i} }}=(1,0),~~~~{\vec {\mathbf {j} }}=(0,1)\!\,.}
Standardna ortonormirana baza prostora je sestavljena iz vektorjev:
{\displaystyle {\vec {\mathbf {i} }}=(1,0,0),~~~~{\vec {\mathbf {j} }}=(0,1,0),~~~~{\vec {\mathbf {k} }}=(0,0,1)\!\,.}